# Acanthurus guttatus
Acanthurus guttatus is een  straalvinnige vissensoort uit de familie van de doktersvissen (Acanthuridae). De wetenschappelijke naam is gepubliceerd in 1801 door Forster.